# Pailhès (Ariège)
Pailhès település Franciaországban, Ariège megyében. Lakosainak száma 511 fő (2022. január 1.). Pailhès Artigat, Gabre, Lanoux, Madière, Monesple, Montégut-Plantaurel és Sabarat községekkel határos.

## Népesség
A település népességének változása:
| Lakosok száma | 365  | 307  | 281  | 373  | 425  | 458  | 472  | 474  | 486  | 511  |
|               | 1968 | 1982 | 1990 | 2006 | 2013 | 2015 | 2017 | 2019 | 2020 | 2022 |